# Biljetletter

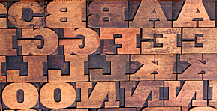
Biljetletters

Biljetletters werden gebruikt bij het vervaardigen van affiches in hoogdruk. Ze waren doorgaans gemaakt van kops hardhout, bijvoorbeeld kersen. Aanvankelijk werden biljetletters met de hand gesneden. Vanaf de 19e eeuw werden ze gefreesd met behulp van een mal en een pantograaf. De vroege, rijk versierde biljetletters waren metalen plaatjes, op hout gemonteerd: de zogenaamde opgeslagen letters.
Het korps wordt niet in punten maar in cicero of augustijn aangeduid. Bijna alle biljetletters zijn 8 augustijn, ongeveer 3,6 cm, of groter, hoewel kleinere korpsen voorkomen.
Het gebruik van biljetletters is na de Tweede Wereldoorlog afgenomen door de opkomst van offsetdruk en printen. In Nederland en België zijn nu nauwelijks nog drukkerijen die biljetletters commercieel toepassen. In grafische musea en werkplaatsen en bij contribuanten van de Stichting Drukwerk in de Marge worden ze wel nog kleinschalig toegepast.